# Jairzinho da Silva
Raimundo Nonato Jairzinho da Silva, mais conhecido como Jairzinho da Silva ou apenas Jairzinho (Campo Maior, Piauí, 1947 - São Luís, Maranhão, 4 de janeiro de 2013) foi um apresentador de rádio (radialista) e TV (televisão), comentarista de política e político brasileiro com base eleitoral no Maranhão.

## Dados biográficos
Raimundo Nonato Jairzinho da Silva, nasceu em Campo Maior, Piauí, em 1947.
Começou na Rádio Clube (na época, era do prefixo ZYG 21 e transmitida na 1430 kHz, hoje ZYI 890 e transmitida na 700 kHz) de Teresina, também no Piauí, com o programa De Baixo do Pé do Cajueiro, transmitido maior parte do Piauí e do Maranhão.
Depois foi contratado pela Rádio Difusora de São Luís, fazendo a versão maranhense De Baixo do Pé do Cajueiro. Anos depois, Atuou também nas rádios Educadora e Timbira.
As atuações na rádio e o jeito de defesa ao povo lhe garantiu ser eleito vereador por diversas vezes em São Luís por mais de 20 anos.
Em 1985, ao lado da Gardênia Gonçalves (esposa do então governador da época João Castelo) foi eleito vice-prefeito de São Luís. No entanto, aliados da prefeita, inclusive Jairzinho, romperam com Gardênia menos de um mês depois que a prefeita demitiu 10 mil funcionários da prefeitura, que reagiram com invasão e depredação da sede da prefeitura, fato que causou repercussão nacional em TVs (através das afiliadas da Rede Globo, TVE e Bandeirantes), rádios e jornais.
Após deixar prefeitura, voltou apresentar diversas emissoras de rádios AMs da capital até ser convidado em 1999 pela TV Praia Grande (mudou nome em 2005 para atual TV Maranhense) para apresentar os formatos semelhantes de sucesso em rádios em que passou, com nome de O Povo Com A Palavra.
Em 2006, teve seu programa televisivo suspenso por quatro vezes e a emissora multada também quatro vezes, por emitir opiniões favoráveis à então candidata do PFL, Roseana Sarney, incluindo comentários ofensivos sobre os candidatos de oposição (numa tentativa de convencer os eleitores em São Luís, maior concentração de eleitores do Estado não votem nos opositores, e sim aliados de Sarney) violando a legislação eleitoral, que determina tratamento igualitário aos candidatos. Jairzinho enfrentava diversos processos de políticos ofendidos.
O programa O Povo Com A Palavra continuou no ar, até final de julho de 2008 na emissora, quando candidatou novamente para vereador em São Luís, pelo PRB, mas não conseguiu ser eleito.
Em 2009, após negociação, Jairzinho voltou a televisão, desta vez pela Record News São Luís, com o mesmo O Povo com a Palavra.
“Queime em quem queimar, doa a quem doer, aqui neste programa, a parada é pra valer, e quem tiver rabo de palha, falcatrua, maracutaia que procure se esconder!”— Encerramento d'O Povo Com A Palavra

## Falecimento
Em 4 de janeiro de 2013, Jairzinho faleceu devido a um ataque cardíaco, foi encontrado inconsciente em seu apartamento em São Luís pelos familiares. Apesar ser levado e atendido no hospital, já tinha sinais de morte.